# Zemský okres Fojtsko
Zemský okres Fojtsko (německy Vogtlandkreis), část historické země Fojtsko (německy Vogtland), je zemský okres na západě německé spolkové země Svobodný stát Sasko. Na severu sousedí s durynským zemským okresem Greiz, na východě se zemskými okresy Cvikov a Krušné hory, na jihu s českým Karlovarským krajem, na jihozápadě s bavorským zemským okresem Hof a na západě s durynským zemským okresem Sála-Orla. Má přibližně 222 tisíc obyvatel. Okresním městem je Plavno.

## Geografie
Oblast zemského okresu Fojtsko se nachází v jihozápadním výběžku Krušných hor, proto je velká část území hornatá. Nejdůležitějšími řekami okresu jsou Cvikovská Mulda a Bílý Halštrov.
Fojtsko patří mezi vulkanicky nejaktivnější místa Střední Evropy. Svědčí o tom také častá řetězová zemětřesení, horké prameny a výrony plynu. Prameny s léčivými účinky nechaly vzniknout lázeňským městům Lázně Halštrov a Lázně Brambach, která mají nejsilnější radioaktivní minerální prameny na světě. S Mariánskými a Františkovými Lázněmi a Karlovými Vary na české straně pak těchto pět lázeňských měst tvoří tzv. Bäderfünfeck / lázeňský pětiúhelník.

## Historie
Historické Fojtsko (Vogtlandsko) zasahovalo do tří dnešních spolkových zemí (Bavorsko, Sasko a Durynsko) i do dnešních Čech v okolí Aše. Označení pochází z toho, že území kdysi patřilo pod správu šlechtického rodu fojtů (rychtářů) z měst Weida, Gera, Plauen a Greiz. Friedrich I. Barbarossa roku 1180 propůjčil pánům z Weidenu titul fojta (advocatus). Postupně bylo jejich území rozděleno na čtyři fojtství. Roku 1254 uzavřeli tito čtyři fojtové s míšeňským markrabětem smlouvu o spojenectví, ve které společně vystupovali jako jeden partner. Ve svém dokumentu fojtové píší o zemi markraběte (terra marchionis) a v protikladu o „naší zemi“ (terra nostra). Markrabě pochopitelně pro jejich území použil označení „terra advocatorum“, tedy země fojtů, Land der Vögte. V roce 1317 a později se pak objevovalo označení „woyte lande“ či v různých obměnách, a poté se ustálilo na podobě Vogtland, která je poprvé doložena k roku 1343.
České Fojtsko (das böhmische Vogtland) má vztah k Ašsku. Ašsko bylo dlouho součástí Chebska (Egerlandu). Chebsko bylo původně součástí německé říše, ale ve dvanáctém a třináctém století o něj probíhaly spory, bylo dáno nejprve jako věno a poté do zástavy české koruně, poté se stalo trvale součástí Čech, byť pokusy o odtržení probíhaly i ve 20. století.
Zemský okres Fojtsko vznikl 1. ledna 1996, spojením zemských okresů Auerbach, Klingenthal, Oelsnitz (Olešnice), Reichenbach a Plavno.
Původně, podle návrhu zákona z roku 1992 měly vzniknout sjednocením dva zemské okresy. Z okresů Plauen (Plavno), Oelsnitz (Olešnice) a z části okresu Klingenthal měl vzniknout „Elsterkreis“ (zemský okres Halštrov), a z okresů Auerbach, Reichenbach a druhé části okresu Klingenthal poté tzv. zemský okres „Göltzschtal“. Tento návrh zákona byl v roce 1993 přijat, ale kvůli protestům byl opět zrušen. Přijat a realizován byl až druhý návrh zákona z roku 1995, který navrhoval spojit všechny uvedené okresy do jednoho celku tak, aby vznikl jeden zemský okres s názvem Vogtland.
V rámci saské okresní reformy z roku 2008 bylo až doposud samosprávné město Plavno včleněno 1. srpna 2008 do zemského okresu Fojtsko.

## Ekonomika
Značné příjmy v zemském okresu Fojtsko pochází vedle turismu také z lázeňství (města Bad Elster a Bad Brambach), a z výroby hudebních nástrojů. V oblasti Plavna je významný také automobilový průmysl.

## Hraniční přechody s ČR

### Dopravní
- Ebmath–Hranice
- Schönberg–Vojtanov
- Wernitzgrün–Luby
- Klingenthal–Kraslice

### Turistické
- Bad Elster – Doubrava (i autobusy)
- Bad Elster – Hranice
- Bad Brambach – Horní Paseky
- Bad Brambach – Plesná
- Erlbach – Vysoký Kámen
- Klingenthal – Bublava

## Města a obce
(Počty obyvatel k 31. prosinci 2021)
| Města | Obce | Obce | Obce |
| --- | --- | --- | ---- |
| 1. Adorf (4 799) 2. Auerbach (17 804) 3. Bad Elster (3 610) 4. Elsterberg (3 761) 5. Falkenstein (7 748) 6. Klingenthal (7 853) 7. Lengenfeld (6 994) 8. Markneukirchen (7 261) 9. Netzschkau (3 777) 10. Olešnice nad Halštrovem (Oelsnitz) (9 988) 11. Pausa-Mühltroff (4 801) 12. Plavno (Plauen) (63 372) 13. Reichenbach im Vogtland (19 992) 14. Rodewisch (6 260) 15. Schöneck (3 060) 16. Treuen (7 730) | 1. Bad Brambach (1 729) 2. Bergen (953) 3. Bösenbrunn (1 103) 4. Eichigt (1 157) 5. Ellefeld (2 532) 6. Grünbach (1 674) 7. Heinsdorfergrund (1 931) 8. Limbach (1 384) 9. Mühlental (1 259) 10. Muldenhammer (2 968) 11. Neuensalz (2 043) | 1. Neumark (2 936) 2. Neustadt (982) 3. Pöhl (2 463) 4. Rosenbach (4 056) 5. Steinberg (2 681) 6. Theuma (1 004) 7. Tirpersdorf (1 346) 8. Triebel (1 186) 9. Weischlitz (5 707) 10. Werda (1 472) |      |